# Tag Team Championship
Campeonato en Parejas (o Tag Team Championship en inglés) es el nombre dado a ciertos campeonatos de lucha libre profesional en base al concepto de parejas. Algunas empresas usan el término "World Tag Team Championship" (TNA), otras empresas usan dos o más tipos o variantes de campeonatos en parejas (WWE, AEW, AAA y NJPW).
Previo al nombre del campeonato, está la de la compañía promocionante (GFW, ROH o AAA) o de la marca vigente (WWE para Raw, SmackDown o NXT). Existen algunos casos donde el formato del campeonato cambian según sus componentes (Campeonato en Parejas, Campeonato en Tríos o Campeonato Mixto en Parejas) o según su peso o nivel de lucha (Campeonato Junior).
Dentro de los campeonatos actuales de mayor importancia mundial se encuentran el Campeonato en Parejas de Raw y el Campeonato en Parejas de SmackDown (de la WWE), el Campeonato Mundial en Parejas de AEW (de AEW), el Campeonato en Parejas de la IWGP (de la NJPW), el Campeonato Mundial en Parejas de la AAA (de AAA), y el Campeonato Mundial en Parejas de TNA (de TNA, antes conocido como GFW e Impact Wrestling).

## Historia

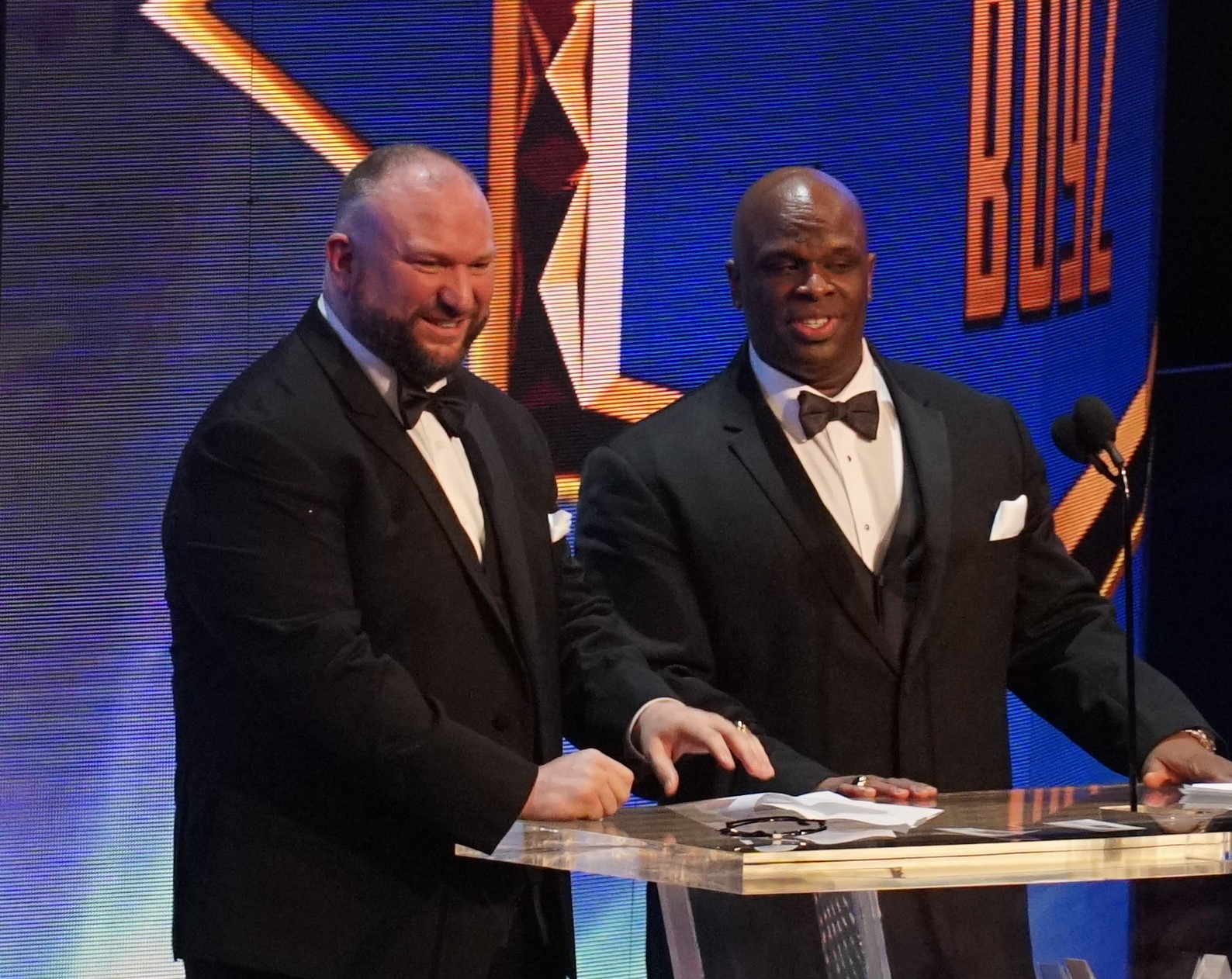
The Dudley Boyz es uno de los tag team más laureados en la historia de la lucha libre profesional, siendo denominados como 24 veces Campeones Mundiales en Parejas.

Los campeonatos en parejas fueron creados según su formato y promoción.
La WWE presentó el Campeonato Mundial en Parejas de la WWE en 1971 bajo el nombre de "Campeonato Mundial en Parejas de la WWWF". En 1979, nuevamente cambió de nombre a "Campeonato Mundial en Parejas de la WWF". Hacia el 2002, el campeonato cambió de nombre a "Campeonato Mundial en Parejas de la WWE". A la par, WWE creó el Campeonato en Parejas de la WWE el cual fue designado para la marca Raw mientras que, el anterior sería para SmackDown. En 2010, The Colóns (Carlito y Primo) ganaron ambos campeonatos después de derrotar a John Morrison & The Miz. Como consecuencia, el Campeonato Mundial en Parejas fue desactivado a favor del Campeonato en Parejas de WWE, denominando al nuevo título "Campeonato Unificado en Parejas de la WWE", y posteriormente renombrado "Campeonato en Parejas de la WWE", siendo el definitivo título en parejas para la WWE. En 2016, se anunció el Draft de WWE donde tanto Raw como SmackDown tendrían sus respectivos títulos. Raw conservó la potestad del Campeonato en Parejas, renombrándolo como "Campeonato en Parejas de Raw", mientras que SmackDown creó su propio título llamado Campeonato en Parejas de SmackDown. En 2019, WWE creó el Campeonato Femenino en Parejas de la WWE, exclusivamente para mujeres.
La TNA tuvo el Campeonato Mundial en Parejas de la NWA en su tiempo donde se alió con NWA. En 2007, TNA y NWA terminaron su alianza por lo que, crearon sus respectivos campeonatos, entre ellos el Campeonato Mundial en Parejas de la TNA. Tras la compra de TNA por parte de Anthem Sports & Entertainment y al cambiar su nombre a "Impact Wrestling", el título cambió de nombre a "Campeonato Mundial en Parejas de Impact". Con la nueva administración en Impact Wrestling, la extinta empresa GFW fue absorbida y todos sus campeonatos pasaron a ser de Impact. En 2017, The Latin American Xchange (Ortiz y Santana) ganó el Campeonato Mundial en Parejas de Impact y el Campeonato en Parejas de la GFW, unificándolos a favor del primero y renombrándolo como "Campeonato Mundial Unificado en Parejas de la GFW". En su momento, TNA instauró el Campeonato Femenino en Parejas de la TNA en 2009 pero años después fue retirado. En 2021, fueron reactivados, teniendo a Fire 'N Flava (Kiera Hogan & Tasha Steelz) como sus nuevas campeonas.

## Campeonatos activos
Estos son algunos de los campeonatos activos en la actualidad dentro de las empresas más conocidas.
| Campeonato:                                    | Promoción:                     | Establecido el:          | Primeros campeones:                                  | Actuales campeones:                                        | Días como campeones: |
| ---------------------------------------------- | ------------------------------ | ------------------------ | ---------------------------------------------------- | ---------------------------------------------------------- | -------------------- |
| Raw Tag Team Championship                      | WWE                            | 29 de abril de 1963      | Kurt Angle & Chris Benoit                            | The Judgment Day (Damian Priest & Finn Balor)              | 629+                 |
| SmackDown Tag Team Championship                | WWE                            | 25 de julio de 2016      | Heath Slater & Rhyno                                 | The Judgment Day (Damian Priest & Finn Balor)              | 629+                 |

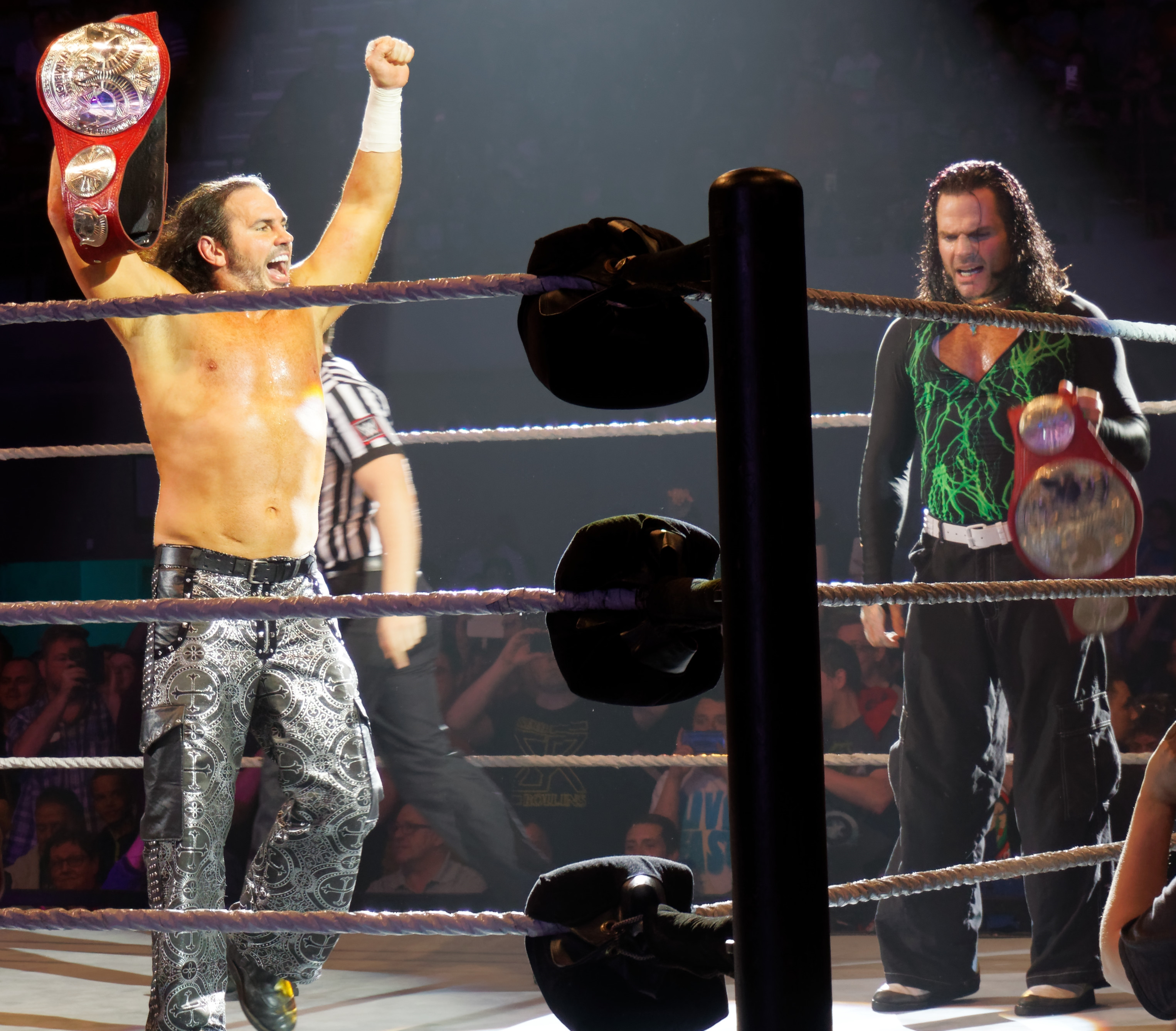
The Hardy Boyz es otro de los tag team más memorables, contemporáneo de The Dudley Boyz.

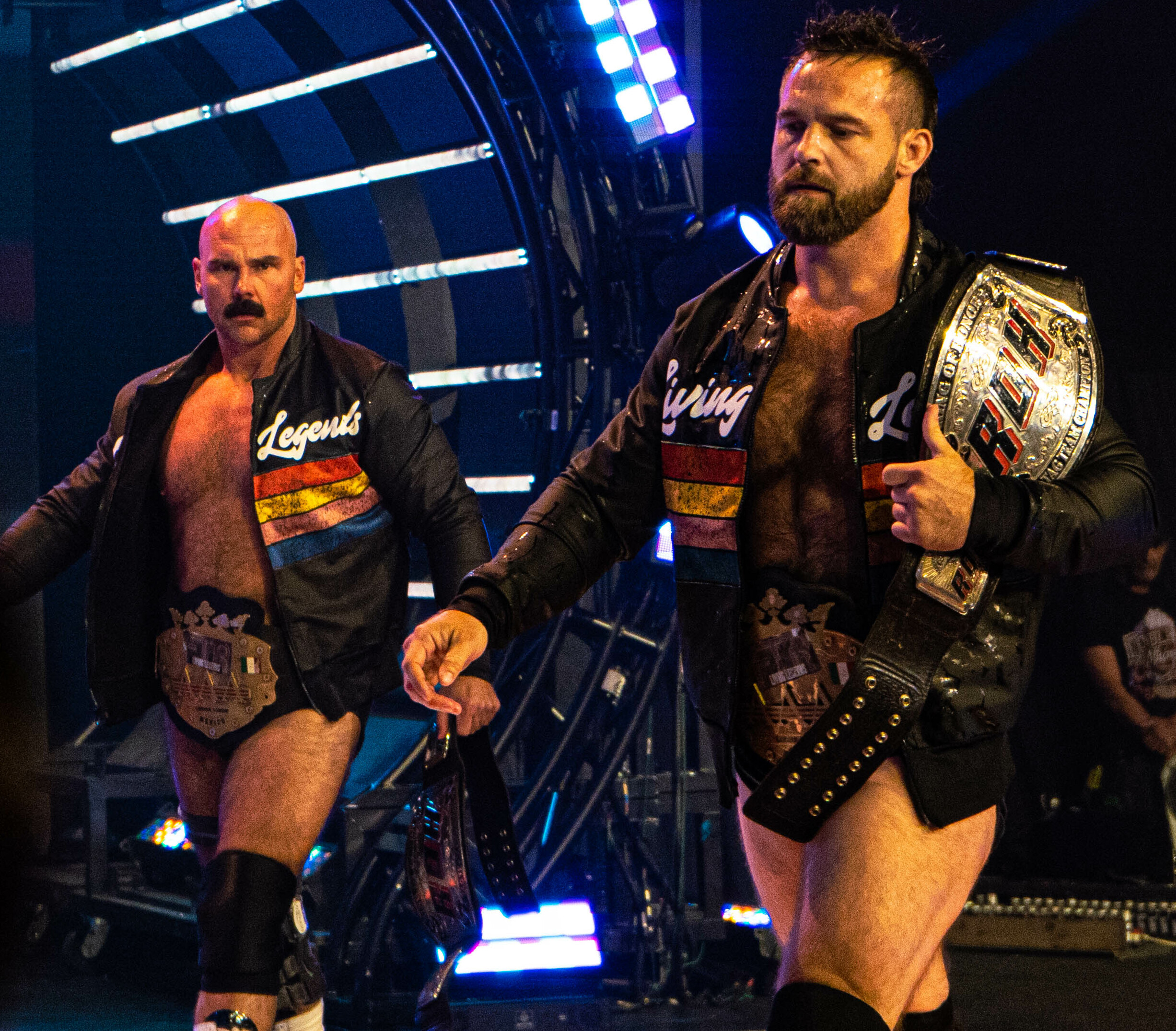
FTR es uno de los tag team más destacados de la actualidad, habiendo ganado títulos en las promociones más importantes de lucha libre profesional a nivel mundial.

| NXT Tag Team Championship                      | WWE                            | 23 de enero de 2013      | The British Ambition. (Adrian Neville & Oliver Grey) | The Family (Channing «Stacks» Lorenzo & Tony D'Angelo)     | 600+                 |
| WWE Women's Tag Team Championship              | WWE                            | 14 de enero de 2019      | Boss 'n' Hug Connection (Bayley & Sasha Banks)       | Katana Chance & Kayden Carter                              | 566+                 |
| AEW World Tag Team Championship                | All Elite Wrestling            | 18 de junio de 2019      | SoCal Uncensored (Frankie Kazarian & Scorpio Sky)    | Big Bill & Ricky Starks                                    | 638+                 |
| TNA World Tag Team Championship                | Total Nonstop Action Wrestling | 13 de mayo de 2007       | Team 3D                                              | ABC (Ace Austin & Chris Bey                                | 624+                 |
| TNA Knockouts World Tag Team Championship      | Total Nonstop Action Wrestling | 20 de agosto de 2009     | Taylor Wilde & Sarita                                | Decay (Havok & Rosemary)                                   | 540+                 |
| IWGP Tag Team Championship                     | New Japan Pro-Wrestling        | 12 de diciembre de 1985  | Kengo Kimura & Tatsumi Fujinami                      | Guerrillas of Destiny (El Phantasmo & Hikuleo)             | 549+                 |
| ROH World Tag Team Championship                | Ring of Honor                  | 21 de septiembre de 2002 | The Prophecy (Christopher Daniels & Donovan Morgan)  | The Undisputed Kingdom (Matt Taven & Mike Bennett)         | 557+                 |
| NWA World Tag Team Championship                | National Wrestling Alliance    | 12 de julio de 1992      | Terry Gordy & Steve Williams                         | Blunt Force Trauma (Carnage & Damage)                      | 680+                 |
| NWA World Women's Tag Team Championship        | National Wrestling Alliance    | 11 de septiembre de 1952 | Ella Waldek & Mae Young                              | Pretty Empowered (Ella Envy & Kylie Paige)                 | 679+                 |
| Campeonato Mundial en Parejas de AAA           | Lucha Libre AAA Worldwide      | 5 de noviembre de 1993   | El Hijo del Santo & Octagón                          | Nueva Generación Dinamita (Forastero & Sansón)             | 595+                 |
| Campeonato Mundial en Parejas del CMLL         | Consejo Mundial de Lucha Libre | 3 de marzo de 1993       | Canek y Dr. Wagner Jr.                               | Ángel de Oro & Niebla Roja                                 | 1260+                |
| Campeonato Mundial Femenil en Parejas del CMLL | Consejo Mundial de Lucha Libre | 16 de septiembre de 2023 | Stephanie Vaquer & Zeuxis                            | Stephanie Vaquer & Zeuxis                                  | 659+                 |
| MLW World Tag Team Championship                | Major League Wrestling         | 21 de abril de 2003      | The Extreme Horsemen (C.W. Anderson & Simon Diamond) | Second Gear Crew (Matthew Justice & One Called Manders)    | 596+                 |
| GHC Tag Team Championship                      | Pro Wrestling NOAH             | 19 de octubre de 2001    | 2 Cold Scorpio & Vader                               | Good Looking Guys (Jack Morris & Anthony Greene)           | 651+                 |
| CZW World Tag Team Championship                | Combat Zone Wrestling          | 13 de febrero de 1999    | Jon Dahmer & Jose Rivera, Jr.                        | Milk Chocolate (Brandon Watts & Randy Summers)             | 672+                 |
| FIP Tag Team Championship                      | Full Impact Pro                | 22 de abril de 2005      | Eddie Vegas & Jimmy Rave                             | OAO (Hunter Law & Snoop Strikes)                           | 1092+                |
| PWG World Tag Team Championship                | Pro Wrestling Guerrilla        | 25 de enero de 2004      | B-Boy & Homicide                                     | The Kings of the Black Throne (Brody King & Malakai Black) | 1379+                |

1. 1 2 3 4 5 6 7 8 9 10 11 12 13  Campeonato reconocido como mundial por Pro Wrestling Illustrated.

## Campeonatos activos de distinto formato
Estos son algunos campeonatos que funcionan por equipos, pero se rigen bajo ciertas normas, como la cantidad de luchadores (tercias o tríos) o categoría por peso:
| Campeonato:                                   | Promoción:                           | Establecido el:         | Primeros campeones:                                  | Actuales campeones:                                     |
| --------------------------------------------- | ------------------------------------ | ----------------------- | ---------------------------------------------------- | ------------------------------------------------------- |
| AEW World Trios Championship                  | All Elite Wrestling                  | 3 de agosto de 2022     | The Elite (Kenny Omega, Matt Jackson & Nick Jackson) | The Acclaimed (Anthony Bowens, Billy Gunn & Max Caster) |
| IWGP Junior Heavyweight Tag Team Championship | New Japan Pro-Wrestling              | 8 de agosto de 1998     | Shinjiro Otani & Tatsuhito Takaiwa                   | Bullet Club War Dogs (Clark Connors & Drilla Moloney)   |
| NJPW STRONG Openweight Tag Team Championship  | New Japan Pro-Wrestling              | 8 de junio de 2022      | Aussie Open (Kyle Fletcher & Mark Davis)             | Guerrillas of Destiny (El Phantasmo & Hikuleo)          |
| NEVER Openweight 6-Man Tag Team Championship  | New Japan Pro-Wrestling              | 21 de diciembre de 2015 | Chaos (Jay Briscoe, Mark Briscoe & Toru Yano)        | Hiroshi Tanahashi, Kazuchika Okada & Tomohiro Ishii     |
| NWA United States Tag Team Championship       | National Wrestling Alliance          | 19 de julio de 2022     | The Fixers (Jay Bradley & Wrecking Ball Legursky)    | The Immortals (JR Kratos & Odinson)                     |
| Campeonato Mundial en Parejas Mixto de AAA    | Asistencia Asesoría y Administración | 15 de junio de 2003     | Electroshock & Lady Apache                           | Abismo Negro Jr. & Flammer                              |
| Campeonato Mundial de Tríos de AAA            | Asistencia Asesoría y Administración | 18 de junio de 2011     | Los Perros del Mal (Damián 666, Halloween & X-Fly)   | Los Vipers (Abismo Negro Jr, Psicosis & Toxin)          |
| Campeonato Mundial de Tríos del CMLL          | Consejo Mundial de Lucha Libre       | 22 de noviembre de 1991 | Los Infernales (El Satánico, MS-1 y Pirata Morgan)   | Atlantis Jr., Star Jr. & Volador, Jr.                   |
| GHC Junior Heavyweight Tag Team Championship  | Pro Wrestling NOAH                   | 16 de julio de 2003     | Kenta & Naomichi Marufuji                            | Los Golpeadores (Dragón Bane & Alpha Wolf)              |

 Campeonato reconocido como mundial por Pro Wrestling Illustrated

## Campeonatos inactivos
Estos son algunos de los campeonatos que fueron retirados a causa del cierre de una promoción o marca, como también por decisiones creativas y administrativas.
| Campeonato:                             | Promoción:                     | Establecido el:         | Retirado el:            | Primeros campeones:                                   | Últimos campeones:                                   | Notas: |
| --------------------------------------- | ------------------------------ | ----------------------- | ----------------------- | ----------------------------------------------------- | ---------------------------------------------------- | --- |
| AWA World Tag Team Championship         | American Wrestling Association | 1 de agosto de 1960     | Enero de 1991           | Murder, Inc (Stan Kowalski & Tiny Mills)              | The Trooper & DJ Petterson                           | Debido al cierre de la empresa. |
| WCW World Tag Team Championship         | World Championship Wrestling   | 24 de febrero de 1991   | 18 de noviembre de 2001 | The Fabulous Freebirds (Michael Hayes & Jimmy Garvin) | The Dudley Boyz (Bubba Ray & D-Von)                  | Debido al cierre de la WCW, los títulos fueron desactivados para ser unificados en favor de los WWF Tag Team Championship, cuyos campeones eran The Hardy Boyz. |
| WCW United States Tag Team Championship | World Championship Wrestling   | 19 de mayo de 1991      | 31 de julio de 1992     | The Fabulous Freebirds (Michael Hayes & Jimmy Garvin) | Dick Slater & The Barbarian                          | El vicepresidente de WCW Bill Watts determinó que quienes tuvieran el título en parejas hasta finales de julio serían los últimos campeones. Los campeonatos fueron desactivados oficialmente el 31 de julio de 1992.                                                                      |
| ECW World Tag Team Championship         | Extreme Championship Wrestling | 23 de junio de 1992     | 11 de abril de 2001     | The Super Destroyers (A.J. Petrucci & Doug Stah)      | Danny Doring y Roadkill                              | Debido al cierre de la empresa. |
| WWE World Tag Team Championship         | WWE                            | 3 de junio de 1971      | 16 de agosto de 2010    | Luke Graham & Tarzan Tyler                            | The Hart Dynasty (David Hart Smith & Tyson Kidd)     | En WrestleMania XXV, The Colóns derrotaron a los Campeones Mundiales en Parejas John Morrison & The Miz, unificando dichos títulos con los WWE Tag Team Championship, renombrándose como Unified WWE Tag Team Championship, donde posteriormente sería desactivado en favor de su similar. |
| GFW Tag Team Championship               | Global Force Wrestling         | 23 de octubre de 2015   | 2 de julio de 2017      | The Bollywood Boyz (Gurv Sihra & Harv Sihra)          | The Latin American Xchange (Ortiz & Santana)         | En Slammiversary XV, todos los títulos activos de la GFW fueron desactivados, y unificados a favor de sus homónimos de Impact Wrestling, esto debido al cierre de la empresa. |
| NXT UK Tag Team Championship            | WWE                            | 18 de junio de 2018     | 4 de septiembre de 2022 | Grizzled Young Veterans (James Drake & Zack Gibson)   | Josh Briggs & Brooks Jensen                          | En Worlds Collide, todos los títulos activos de NXT UK fueron desactivados, y unificados a favor de sus homónimos de NXT, esto debido al cierre de NXT UK. |
| Evolve Tag Team Championship            | Evolve Wrestling               | 8 de septiembre de 2012 | 2 de julio de 2020      | Drew Galloway & Johnny Gargano                        | The Besties In The World (Davey Vega & Mat Fitchett) | Debido al cierre de la empresa. |
| NXT Women's Tag Team Championship       | WWE                            | 10 de marzo de 2021     | 23 de junio de 2023     | Dakota Kai & Raquel González                          | The Unholy Union (Alba Fyre & Isla Dawn)             | Debido a que Dawn y Fyre fueron enviadas a SmackDown, se estableció una lucha entre ellas contra Ronda Rousey y Shayna Baszler donde los títulos serían unificados a favor de los WWE Women's Tag Team Championship, siendo Rousey y Baszler las ganadoras.                                |